# KF 페로니켈리
KF 페로니켈리(알바니아어: KF Feronikeli)는 글로고바츠를 연고로 하는 코소보의 축구 클럽이다. 현재는 코소보 슈퍼리그에 참가하고 있다.

## 성적
- 코소보 슈퍼리그 우승 3회 (2014-15, 2015-16, 2018-19)
- 코소보 컵 우승 2회 (2013-14, 2014-15)

## 선수 명단

### 현역
- 라피다르 라드로브치(2013 ~ 2014, 2015 ~ 2016, 2018 ~ )
- 알반 샤바니(2021 ~ 2022, 2022 ~ )